# Вулиця Троїцька (Запоріжжя)
Вулиця Троїцька — вулиця в історичній частині Олександрівського району міста Запоріжжя. Починається від вулиці Академіка Амосова та закінчується вулицею Залізничною. Протяжність — 0,9 км.
До вулиці прилучаються: вулиця Академіка Амосова, Тихий провулок, вулиця Залізнична. Вулицю перетинають: вулиця Святого Миколая, вулиця Поштова, Соборний проспект, вулиця Олександрівська, вулиця Гоголя, вулиця Університетська.

## Історія
Початок забудови вулиці відбувся наприкінці XVIII століття. Перша за часом назва — Троїцька була надана на початку 1890-х років. Зокрема, вже позначена з назвою на одному з планів частини міста 1893 року.
Будинок № 27 було збудовано у 1898 році, згідно з документами, це «великих розмірів і красива будівля… розрахована на 1 000 осіб, що моляться» було відкрито в 17-му кварталі Олександрівська 1900 року. Спочатку це було місце молитви, а 1908 року йому присвоїли статус синагоги, а точніше, Центральної хоральної синагоги. 11 травня 1909 року в Олександрівську відкрита вже друга синагога. В цей день Катеринославське губернське правління дозволяє другому єврейському молитовному будинку підвищитися  у статусі й перейменуватися. З тих часів це — Центральна хоральна синагога Олександрівська (за місцем розташування: практично у самому центрі міста). «Хоральними» ж в Російській імперії називали особливі синагоги. На відміну від звичайних в них можна було почути так званий «канторський спів» (добре поставленим голосом і задає своїм співом тон колективній молитві, фактично ведучий богослужіння). Для посилення ефекту такі кантори співали у супроводі невеликих чоловічих хорів. Через ці хори й виник термін «хоральна».
У народі, колишній другий єврейський молитовний будинок називали синагогою Лещинського. З 1920-х років своєї первісної духовної функції будівля не виконує — тут знаходилися і фізкультурний зал, і клуб авіатехніків, і контори з офісами (нині на цьому місці знаходиться медичний центр «Малахіт»).
Будинок на розі з Олександрівською вулицею, побудований у 1909 році на місці одноповерхової садиби, був дохідним будинком Мойсея Біленького. До революції, будівлю орендувала банківська установа — Російський для зовнішньої торгівлі банк.
Головною прикрасою Троїцької вулиці, а то і всього старого Олександрівська була будівля Земської управи. Проєкт помпезної будівлі в стилі неоренесансу розробив архітектор Яків Делант, будували її з 1913 року до 1915 року. У різні часи тут розміщувалися: штаб 13-ї Армії Південного фронту, міська рада, штабскомісаріат і обком партії. Якраз на посаді першого секретаря (керівника) останнього, в будівлі в 1946—1947 роках працював майбутній глава СРСР Леонід Брежнєв. Після обкому в будівлі розташовувався Запорізький облвиконком. А з 1977 року тут розташовується Запорізький краєзнавчий музей.
На місці сучасного готеля «Театральний», у дореволюційному Олександрівську був будинок, що поповнював особистий бюджет нотаріуса Олексія Ланшіна. Це також був готель. Архітектором будівлі був Естрович Віктор Абрамович. Будівля серйозно постраждало при звільненні Запоріжжя у 1943 році. На місці нього звели новий готель «Театральний».
6 листопада 1922 року рішенням Запорізької міської ради вулиці було надано нову назву — Троцького, на честь комуністичного діяча, ідеолога троцькізму — однієї з течій марксизму — Льва Троцького. Сам Троцький бував у Олександрівську, зокрема, у 1920 році під час боротьби з військами Врангеля.
У грудні 1927 року вулицю було знову перейменовано. Це було зроблено на заході з назвою «Урочисте розширене засідання Пленуму Запорізької міської ради спільно з Президіями окрвиконкому, окрпрофради, членами окружкому КПБУ, за участю представників партійних професійних, радянських організацій і військових частин, присвячене 10-річчю органів ЧК-ГПУ». Вулиця отримала назву — Чекіста. Згодом отримала назву вулиця Чекістів.
19 лютого 2016 року рішенням Запорізької міської ради вулицю Чекістів було перейменовано на вулицю Троїцьку.

## Об'єкти
- буд. № 10 — колишній житловий будинок міської управи (наприкінці XIX століття)
- буд. № 13 — Запорізьке обласне спеціалізоване ремонтно-будівельне орендне підприємство протипожежних робіт (колишній житловий будинок купця Потьомкіна, на початку XX століття)
- буд. № 25 — Прибутковий будинок Якова Лещинського (1901)
- буд. № 23 — Готель «Театральний» (1956)
- буд. № 24 — Відділення банку «Credit Agricole Bank»
- буд. № 27 — колишня будівля Хоральної синагоги (1898)
- буд. № 28 — Запорізьке відділення Дніпровського науково-дослідного інституту судових експертиз
- буд. № 29 — Запорізький краєзнавчий музей (1915)
- буд. № 30 — колишня будівля міської управи
- буд. № 31 — колишня будівля особняка Кононова, нині — магазин «Будкомплект» (1910)

## Галерея

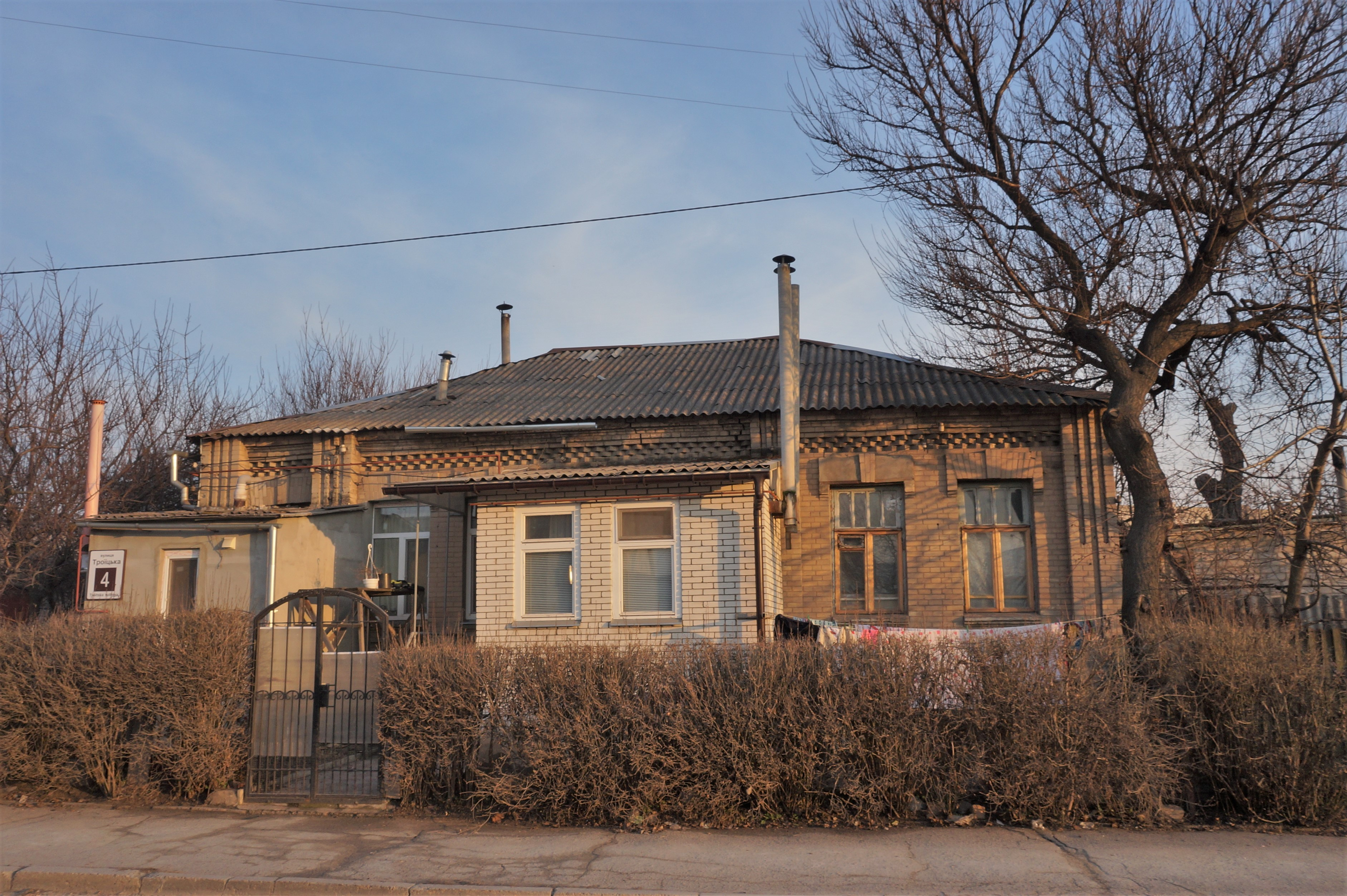
Житловий будинок № 4 (межа XIX—XX ст.)
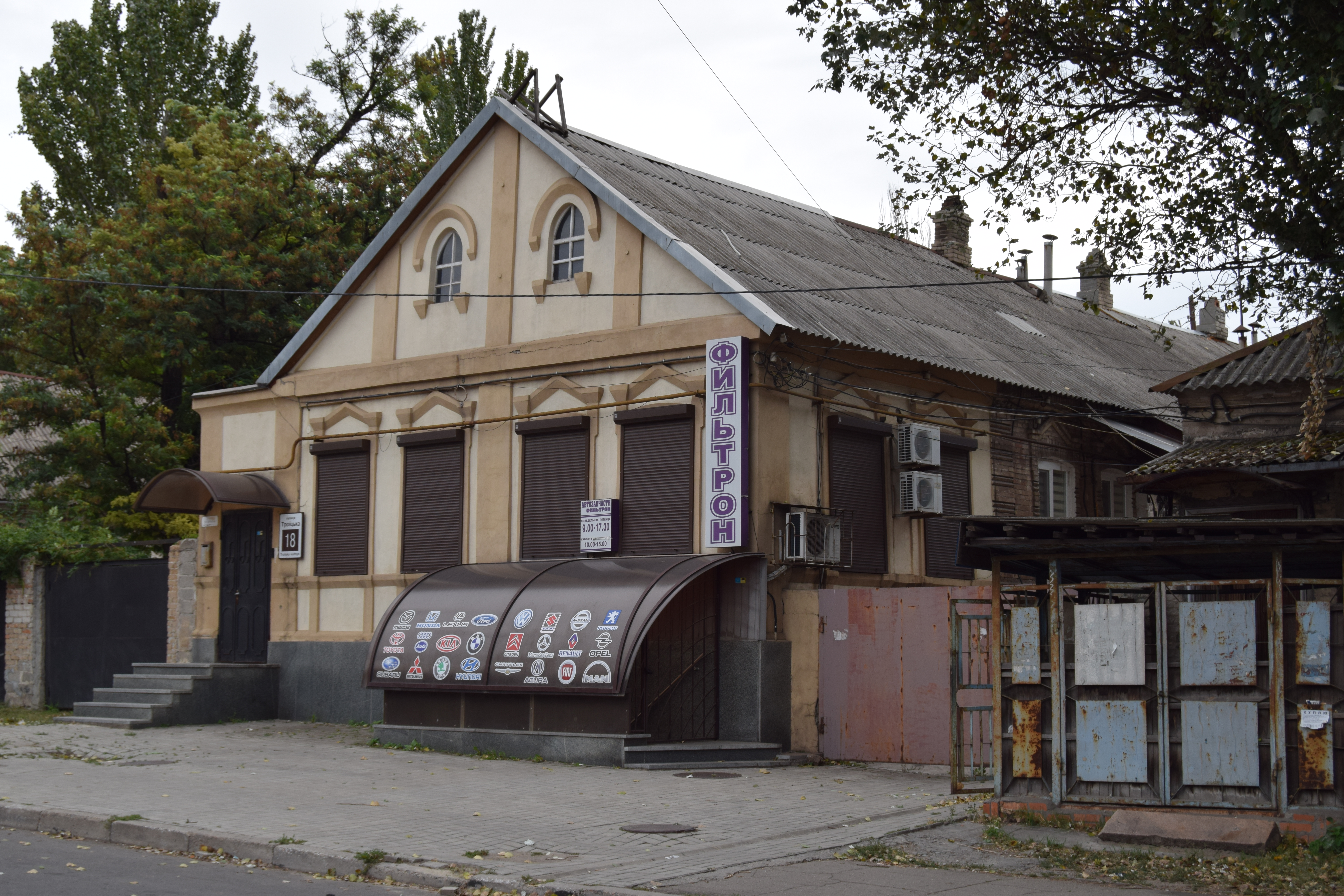
Житловий будинок № 18 (на межі XIX—XX століття)
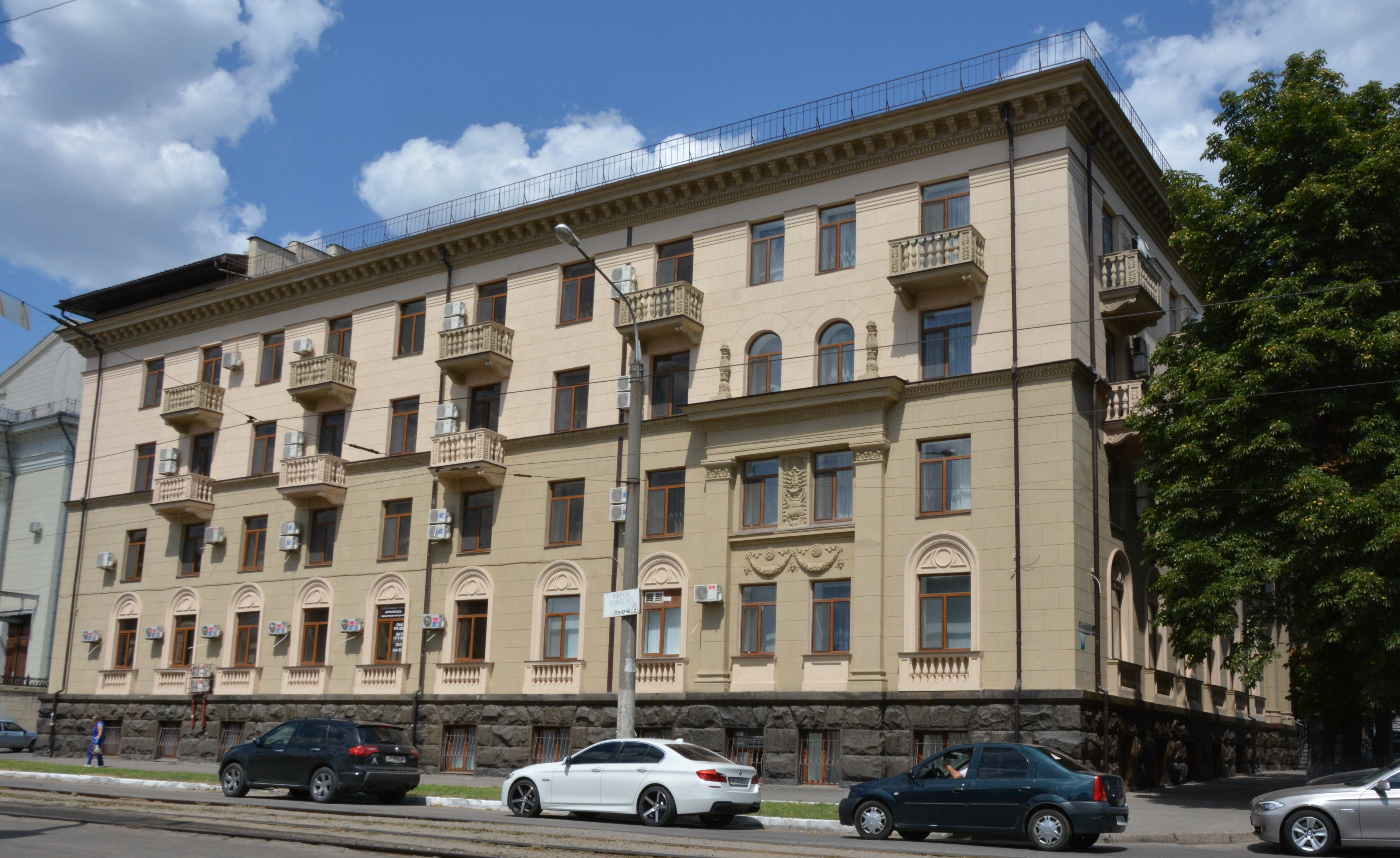
Готель «Театральний» (1956, архітектор Л. Я. Штейнфаєр)
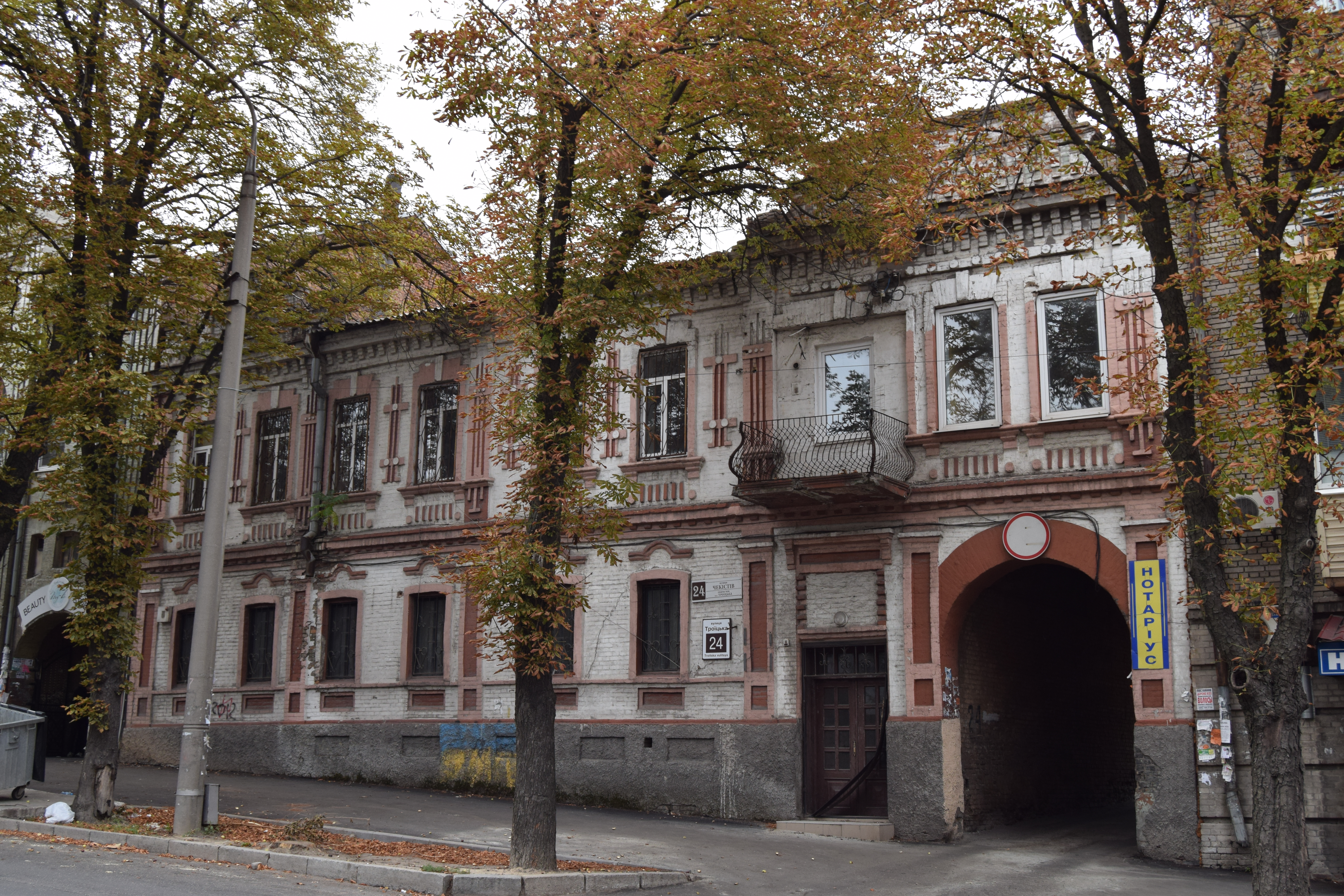
Житловий будинок № 24 (початок XX століття)
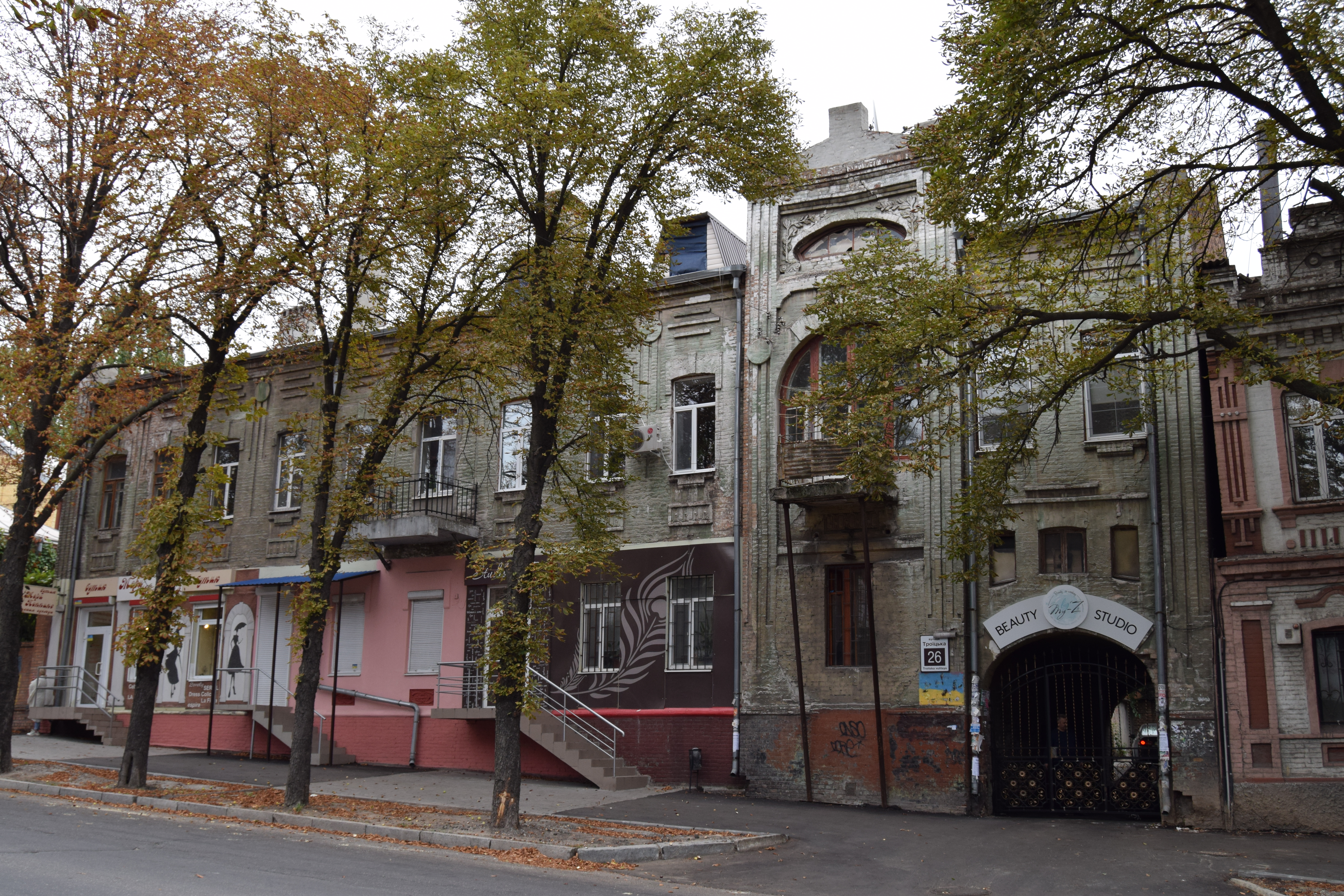
Житловий будинок № 26 (початок XX ст.)
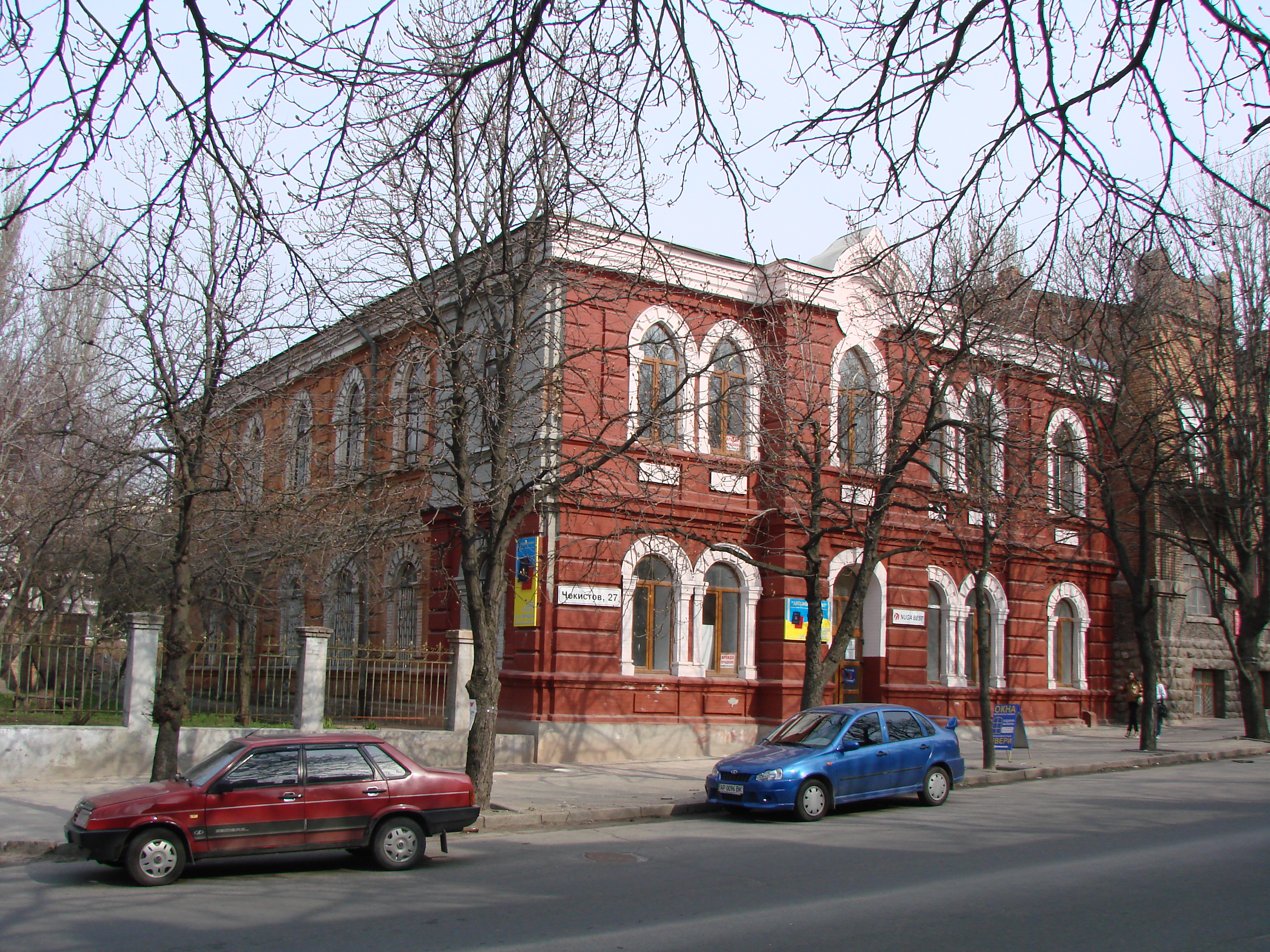
Хоральна синагога (1898)
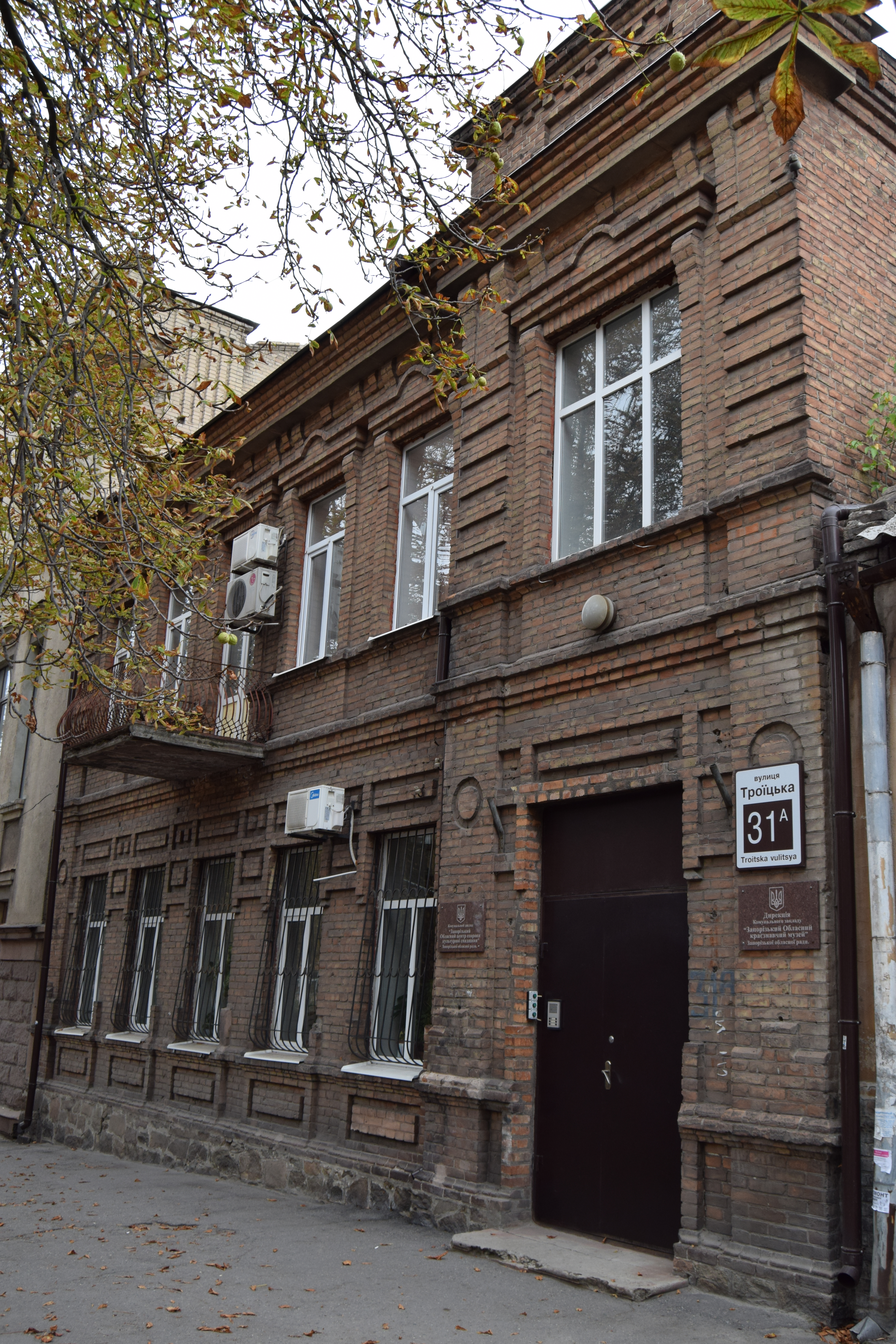
Особняк Кононова (1910)
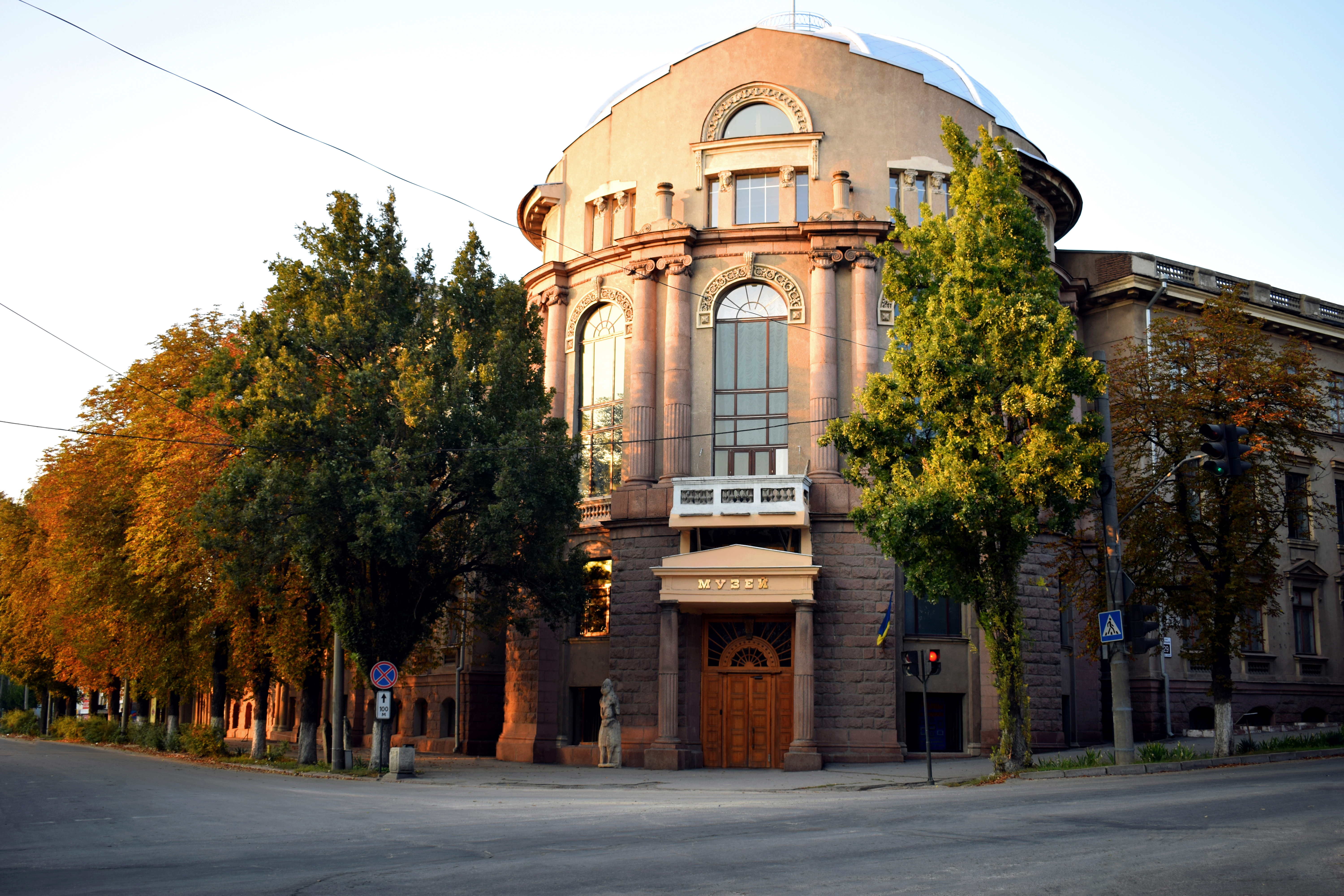
Земська управа (1913—1915)
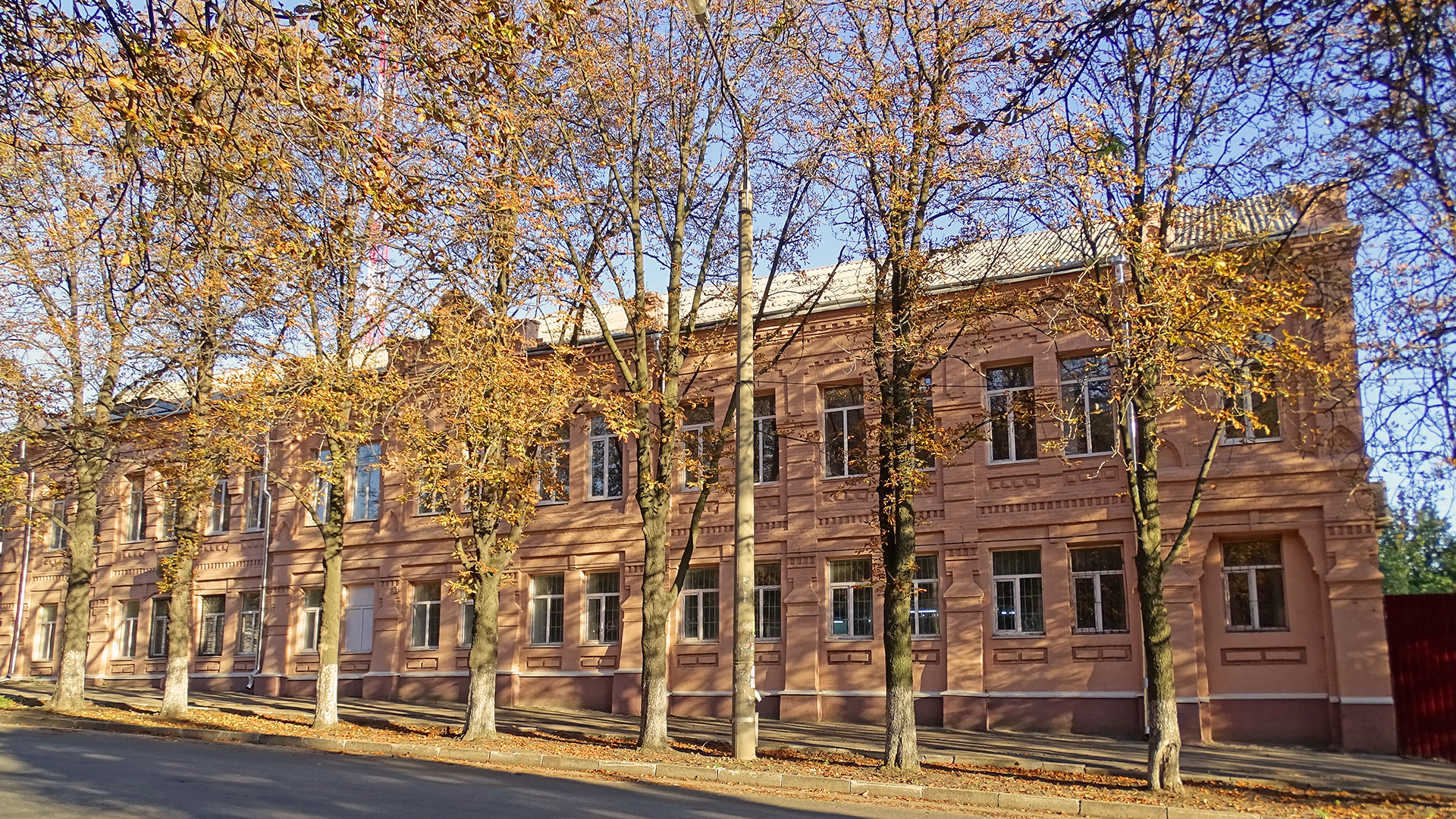
Міська управа (наприкінці XIX століття)